# Vodní pólo na letních olympijských hrách
Vodní pólo je na programu olympijských her od roku 1900 v Paříži. Turnaj žen byl zařazen do programu her o sto let později v Sydney 2000.

## Turnaj mužů

### Přehled pořadatelských měst a medailistů
| Rok a místo         | Zlato                         | Stříbro                      | Bronz                               | Umístění Československa / Česka |
| ------------------- | ----------------------------- | ---------------------------- | ----------------------------------- | ------------------------------- |
| 1900 Paříž1         | Velká Británie (GBR)          | Belgie (BEL)                 | Francie (FRA) A · 2 Francie (FRA) B | Bez české účasti                |
| 1904 Saint Louis1   | Spojené státy americké (USA)3 | Spojené státy americké (USA) | Spojené státy americké (USA)        | Bez české účasti                |
| 1908 Londýn         | Velká Británie (GBR)          | Belgie (BEL)                 | Švédsko (SWE)                       | Bez české účasti                |
| 1912 Stockholm      | Velká Británie (GBR)          | Švédsko (SWE)                | Belgie (BEL)                        | Bez české účasti                |
| 1920 Antverpy       | Velká Británie (GBR)          | Belgie (BEL)                 | Švédsko (SWE)                       | ? ČSR                           |
| 1924 Paříž          | Francie (FRA)                 | Belgie (BEL)                 | Spojené státy americké (USA)        | 6. ČSR                          |
| 1928 Amsterdam      | Německo (GER)                 | Maďarsko (HUN)               | Francie (FRA)                       | 9. ČSR                          |
| 1932 Los Angeles    | Maďarsko (HUN)                | Německo (GER)                | Spojené státy americké (USA)        | Bez české účasti                |
| 1936 Berlín         | Maďarsko (HUN)                | Německo (GER)                | Belgie (BEL)                        | 9. ČSR                          |
| 1948 Londýn         | Itálie (ITA)                  | Maďarsko (HUN)               | Nizozemsko (NED)                    | Bez české účasti                |
| 1952 Helsinky       | Maďarsko (HUN)                | Jugoslávie (YUG)             | Itálie (ITA)                        | Bez české účasti                |
| 1956 Melbourne      | Maďarsko (HUN)                | Jugoslávie (YUG)             | Sovětský svaz (URS)                 | Bez české účasti                |
| 1960 Řím            | Itálie (ITA)                  | Sovětský svaz (URS)          | Maďarsko (HUN)                      | Bez české účasti                |
| 1964 Tokio          | Maďarsko (HUN)                | Jugoslávie (YUG)             | Sovětský svaz (URS)                 | Bez české účasti                |
| 1968 Mexico         | Jugoslávie (YUG)              | Sovětský svaz (URS)          | Maďarsko (HUN)                      | Bez české účasti                |
| 1972 Mnichov        | Sovětský svaz (URS)           | Maďarsko (HUN)               | Spojené státy americké (USA)        | Bez české účasti                |
| 1976 Montreal       | Maďarsko (HUN)                | Itálie (ITA)                 | Nizozemsko (NED)                    | Bez české účasti                |
| 1980 Moskva         | Sovětský svaz (URS)           | Jugoslávie (YUG)             | Maďarsko (HUN)                      | Bez české účasti                |
| 1984 Los Angeles    | Jugoslávie (YUG)              | Spojené státy americké (USA) | Západní Německo (FRG)               | Bez české účasti                |
| 1988 Soul           | Jugoslávie (YUG)              | Spojené státy americké (USA) | Sovětský svaz (URS)                 | Bez české účasti                |
| 1992 Barcelona      | Itálie (ITA)                  | Španělsko (ESP)              | Sjednocený tým (EUN)                | 12. ČSFR                        |
| 1996 Atlanta        | Španělsko (ESP)               | Chorvatsko (CRO)             | Itálie (ITA)                        | Bez české účasti                |
| 2000 Sydney         | Maďarsko (HUN)                | Rusko (RUS)                  | Jugoslávie (YUG)                    | Bez české účasti                |
| 2004 Athény         | Maďarsko (HUN)                | Srbsko a Černá Hora          | Rusko (RUS)                         | Bez české účasti                |
| 2008 Peking         | Maďarsko (HUN)                | Spojené státy americké (USA) | Srbsko (SRB)                        | Bez české účasti                |
| 2012 Londýn         | Chorvatsko (CRO)              | Itálie (ITA)                 | Srbsko (SRB)                        | Bez české účasti                |
| 2016 Rio de Janeiro | Srbsko (SRB)                  | Chorvatsko (CRO)             | Itálie (ITA)                        | Bez české účasti                |
| 2020 Tokio          | Srbsko (SRB)                  | Řecko (GRE)                  | Maďarsko (HUN)                      | Bez české účasti                |

- 1 Zúčastnily se klubové týmy.
- 2 Francii reprezentovaly čtyři týmy.
- 3 USA reprezentovaly tři týmy.

### Medailové pořadí po LOH 2020
| №   | Země                       | Zlato | Stříbro | Bronz | Celkem |
| 1.  | Maďarsko                   | 9     | 4       | 4     | 17     |
| 2.  | Velká Británie             | 4     | 0       | 0     | 4      |
| 3.  | *Srbsko                    | 5     | 5       | 3     | 13     |
|     | z toho Jugoslávie          | 3     | 4       | 1     | 8      |
|     | z toho Srbsko a Černá Hora | 0     | 1       | 0     | 1      |
|     | z toho Srbsko              | 2     | 0       | 2     | 4      |
| 4.  | Itálie                     | 3     | 2       | 3     | 8      |
| 5.  | Nizozemsko                 | 2     | 3       | 3     | 8      |
| 6.  | SSSR / SNS / Rusko         | 2     | 3       | 5     | 10     |
|     | z toho Sovětský svaz       | 2     | 2       | 3     | 7      |
|     | z toho SNS                 | 0     | 0       | 1     | 1      |
|     | z toho Rusko               | 0     | 1       | 1     | 2      |
| 7.  | USA                        | 1     | 2       | 3     | 6      |
| 8.  | Německo                    | 1     | 2       | 1     | 4      |
| 9.  | Chorvatsko                 | 1     | 2       | 0     | 3      |
| 10. | Španělsko                  | 1     | 1       | 0     | 2      |
| 11. | Francie                    | 1     | 0       | 3     | 4      |
| 12. | Nizozemsko                 | 1     | 0       | 2     | 3      |
| 13. | Belgie                     | 0     | 4       | 2     | 6      |
| 14. | Švédsko                    | 0     | 1       | 2     | 3      |

* Srbsko je nástupnickým státem Jugoslávie

## Turnaj žen

### Přehled pořadatelských měst a medailistů
| Rok a místo         | Zlato                        | Stříbro                      | Bronz                        | Umístění Česka   |
| ------------------- | ---------------------------- | ---------------------------- | ---------------------------- | ---------------- |
| 2000 Sydney         | Austrálie (AUS)              | Spojené státy americké (USA) | Rusko (RUS)                  | Bez české účasti |
| 2004 Athény         | Itálie (ITA)                 | Řecko (GRE)                  | Spojené státy americké (USA) | Bez české účasti |
| 2008 Peking         | Nizozemsko (NED)             | Spojené státy americké (USA) | Austrálie (AUS)              | Bez české účasti |
| 2012 Londýn         | Spojené státy americké (USA) | Španělsko (ESP)              | Austrálie (AUS)              | Bez české účasti |
| 2016 Rio de Janeiro | Spojené státy americké (USA) | Itálie (ITA)                 | Rusko (RUS)                  | Bez české účasti |
| 2020 Tokio          | Spojené státy americké (USA) | Španělsko (ESP)              | Maďarsko (HUN)               | Bez české účasti |

### Historické pořadí podle medailí po LOH 2020
| №  | Země       | Zlato | Stříbro | Bronz | Celkem |
| 1. | USA        | 3     | 2       | 1     | 6      |
| 2. | Itálie     | 1     | 1       | 0     | 2      |
| 3. | Austrálie  | 1     | 0       | 2     | 3      |
| 4. | Nizozemsko | 1     | 0       | 0     | 1      |
| 5. | Řecko      | 0     | 1       | 0     | 1      |
| 6. | Španělsko  | 0     | 2       | 0     | 2      |
| 7. | Rusko      | 0     | 0       | 2     | 2      |
| 8. | Maďarsko   | 0     | 0       | 1     | 1      |